# Buckshot (cartuccia)

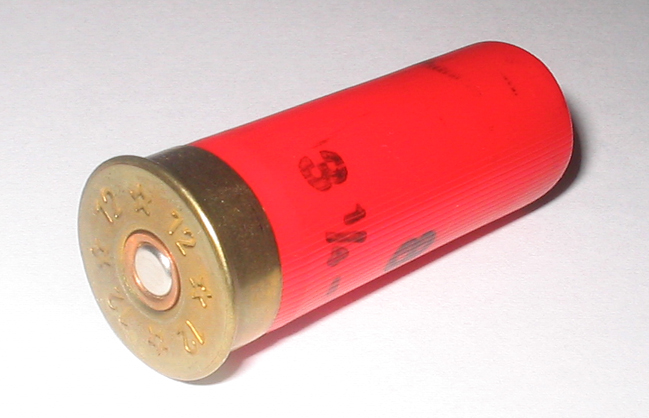
Calibro 12

Con buckshot si indica un classico tipo di cartuccia "a secchio", ideata per sparare diversi tipi di palle, pallini e pallettoni, con armi a canna liscia, come i fucili da caccia.

## Descrizione generale

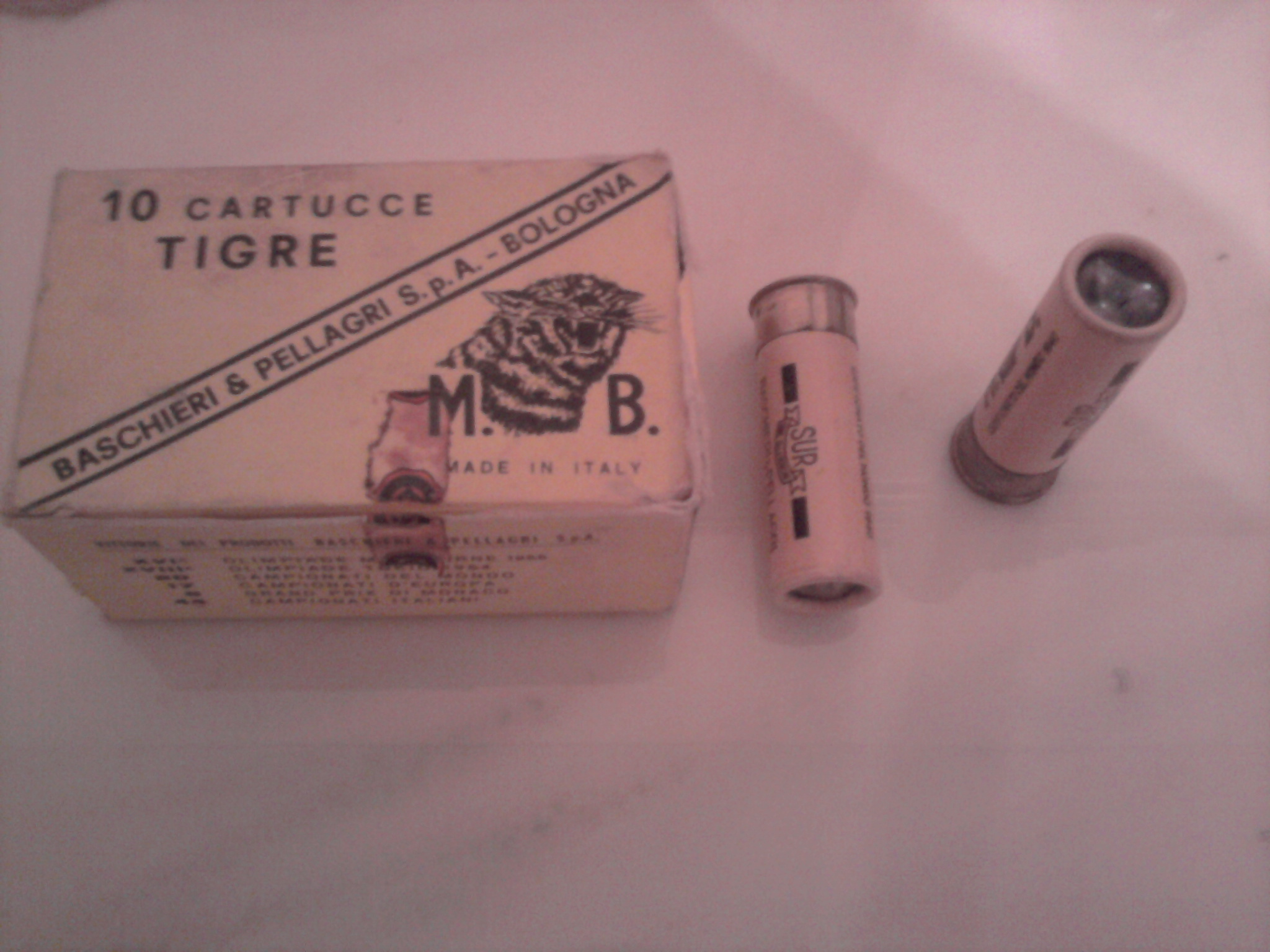
Cartucce a pallettoni

I buckshot sono cartucce più specificatamente formate da pallini abbastanza grossi (pallettoni), o comunque di dimensioni maggiori dei comuni pallini da caccia (Ø 1-4 mm). In base alla dimensione dei pallini, all'interno del "secchio" ce ne possono stare di più o di meno, tuttavia la loro velocità alla bocca del fucile si mantiene sempre sui 400 m/s e la loro precisione e potenza varia in base al peso. Pallini molto piccoli hanno velocità minori, esauriscono presto la loro energia, diminuiscono di fatto la potenza di penetrazione e formano rosate più ampie, ma per lo meno non dilaniano gli animali di piccola taglia, per questo vengono usati nella caccia di lepri, fagiani e altri volatili. Al contrario, i pallettoni più grossi hanno maggiore velocità, mantengono l'energia più a lungo permettendo una buona penetrazione, ed essendo pochi di numero dentro una cartuccia, formano rosate più concentrate.
Questo tipo di munizioni, risulta poco efficace contro bersagli protetti, perdono la loro precisione oltre 25-30 metri (pur avendo gittate di 500 m), ma sono molto pericolosi a distanze ridotte, per cui vengono utilizzati soprattutto per la caccia, dando maggiori possibilità di colpire il bersaglio. 

## Dettagli
Di seguito vengono riportati alcuni dettagli relativi a cartucce con numerazione statunitense.
| Cartuccia             | Tipo | Peso unitario | Peso totale | Diametro         | Pallettoni |
| #0000                 | Buck | 5,51 g        | (85 g)      | 9,40 mm (0.380") | 10         |
| #000 ("triple-ought") | Buck | 4,54 g        | (70 g)      | 9,14 mm (0.360") | 6-12       |
| #00 ("double-ought")  | Buck | 3,49 g        | (53,8 g)    | 8,38 mm (0.330") | 6-18       |
| #0 ("ought")          | Buck | 3,18 g        | (49 g)      | 8,13 mm (0.320") | 9-18       |
| numero 1              | Buck | 2,62 g        | (40,5 g)    | 7,62 mm (0.300") | 10-24      |
| numero 2              | Buck | 1,91 g        | (29,4 g)    | 6,86 mm (0.270") | 15         |
| numero 3              | Buck | 1,52 g        | (23,4 g)    | 6,35 mm (0.250") | 18-20      |
| numero 4              | Buck | 1,34 g        | (20,7 g)    | 6,09 mm (0.240") | 21-54      |
| #FF                   | Buck | 1,18 g        | (18,2 g)    | 5,84 mm (0.230") |            |
| #F (TTT)              | Buck | 1,05 g        | (16,2 g)    | 5,59 mm (0.220") |            |
| #TT                   | Buck | 0,98 g        | (15,1 g)    | 5,33 mm (0.210") |            |
| #T                    | Buck | 0,89 g        | (13,7 g)    | 5,08 mm (0.200") | 51-68      |
| #BBB                  |      | 0,66 g        | (10,2 g)    | 4,82 mm (0.190") |            |
| #BB                   |      | 0,57 g        | (8,8 g)     | 4,57 mm (0.180") |            |
| #B                    |      | 0,48 g        | (7,4 g)     | 4,32 mm (0.170") | 62-126     |